# NGC 7365
NGC 7365 (również PGC 69651) – galaktyka eliptyczna (E-S0), znajdująca się w gwiazdozbiorze Wodnika. Odkrył ją w 1886 roku Francis Leavenworth.